# Johann Reitmeier
Johann Reitmeier (* 13. Mai 1888 in Dechantskirchen, Steiermark; † 9. Oktober 1977) war ein österreichischer römisch-katholischer Geistlicher.

## Biographie
Johann Reitmeier wurde als Spätberufener in der Erzdiözese Salzburg im Jahr 1926 zum katholischen Priester geweiht und wirkte von 1926 bis 1933 als Kooperator in Kirchberg in Tirol.
1933 wanderte er mit einer Gruppe von Tirolern nach Brasilien aus, wo es auf Initiative des ehemaligen österreichischen Landwirtschaftsministers Andreas Thaler und unter maßgeblicher Mitwirkung Reitmeiers zur Gründung von Treze Tílias (dt. Dreizehnlinden) in Brasilien kam. Dabei leistete er nicht nur seelsorglichen Beistand, sondern erwies sich auch als hervorragender Organisator sowie als Förderer des Bildungswesens, da er wesentlichen Anteil an der Gründung der Schule hatte (diese trägt zur Erinnerung den Namen Escola Municipal Monsenhor João Reitmeier, auch eine Straße, die Rua Monsenhor João Reitmeier, ist nach ihm benannt).
Die letzten neun Jahre seines Lebens verbrachte er wiederum in Kirchberg, wo er sich besonders der alten und kranken Menschen annahm und in der Pfarrseelsorge mitwirkte. Am 9. Oktober 1977 starb Reitmeier, der für sein Wirken in Tirol und Brasilien den kirchlichen Ehrentitel Monsignore erhalten hatte.